# Фрауенвальд
Фрауенвальд (нім. Frauenwald) — громада в Німеччині, розташована в землі Тюрингія. Входить до складу району Ільм. Складова частина об'єднання громад Реннштайг.
Площа — 19,11 км2. Населення становить Невірний параметр metadata 16 070 015 ос. (станом на 31 грудня 2021).

## Галерея

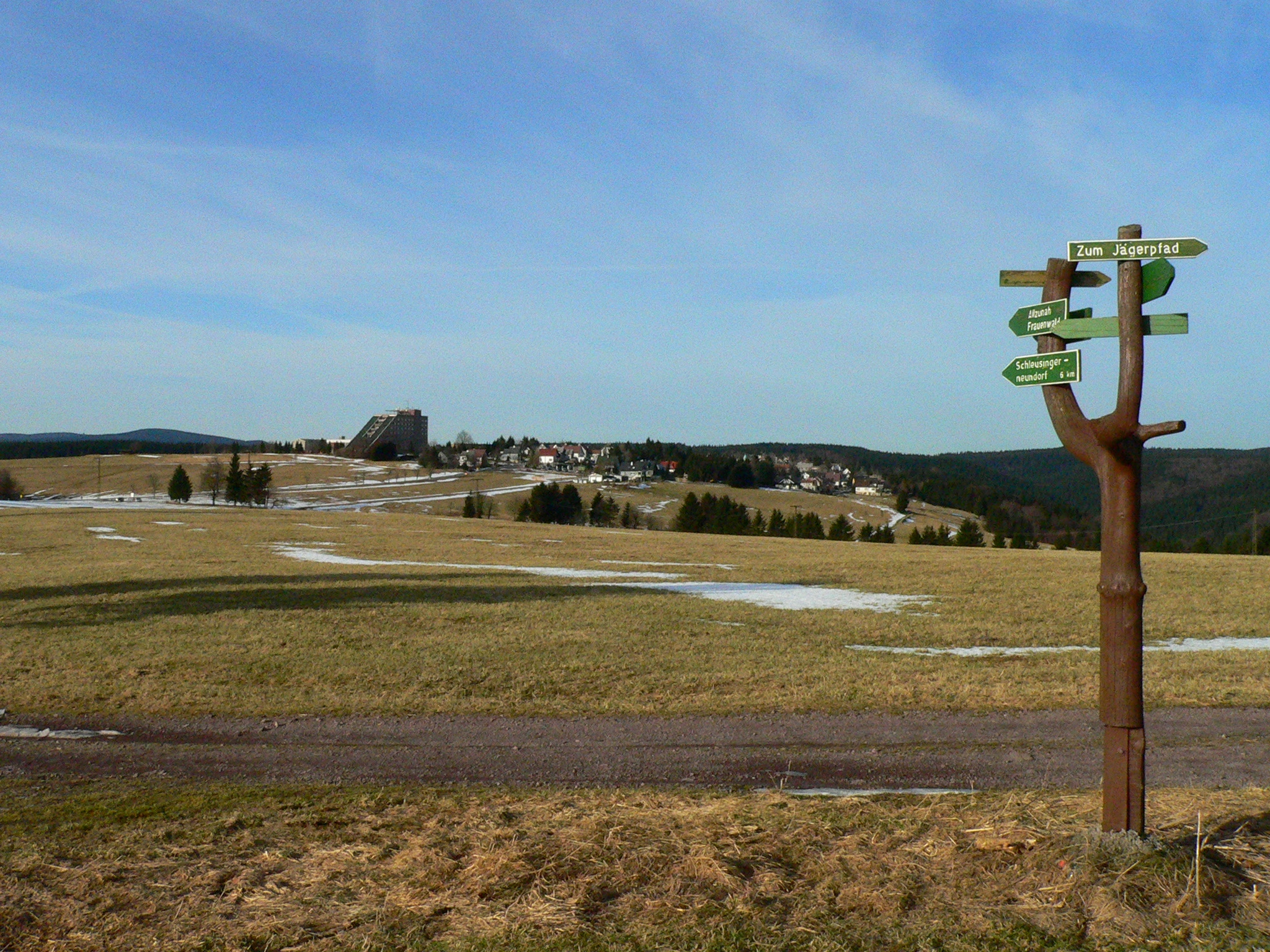
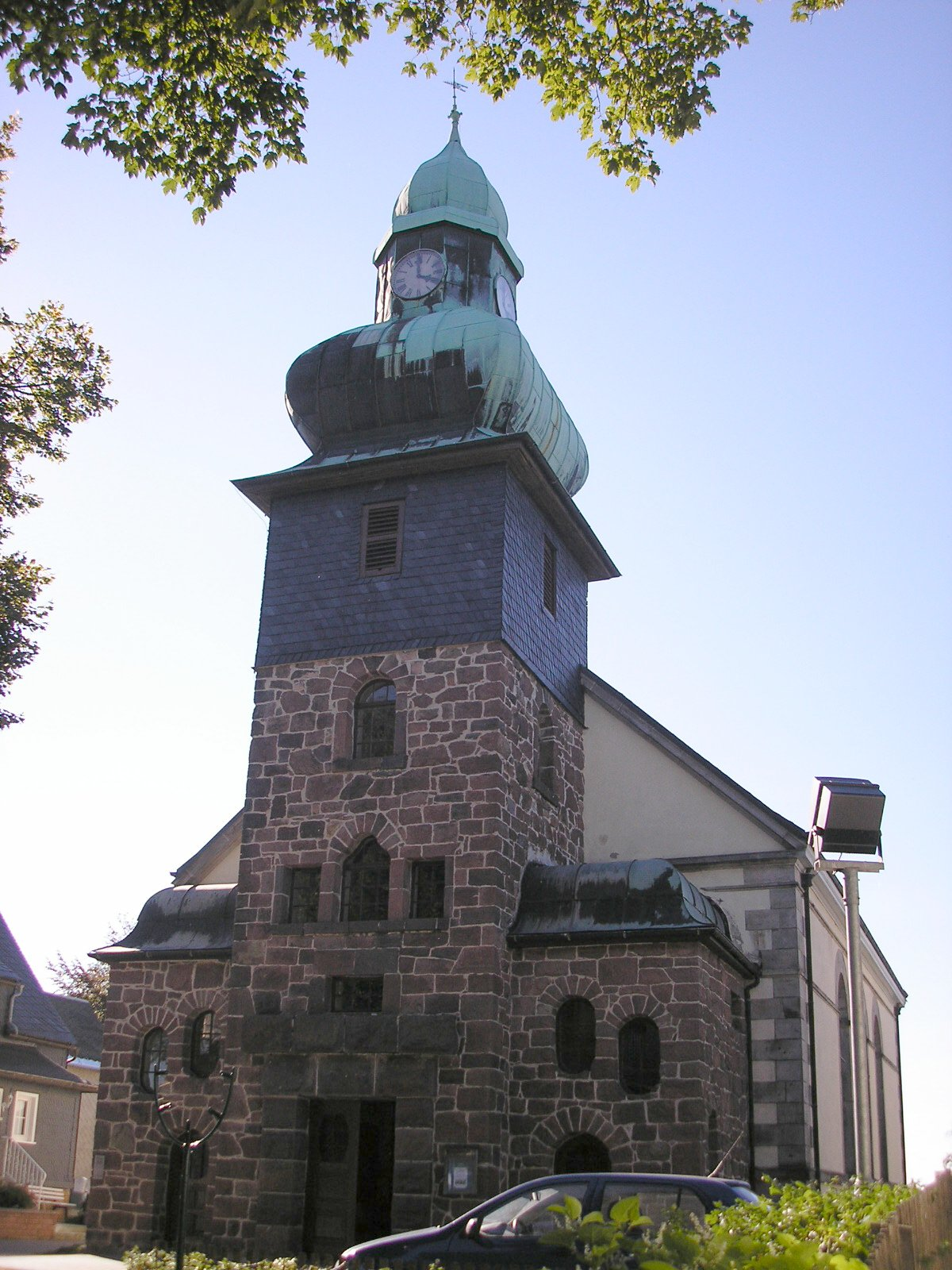
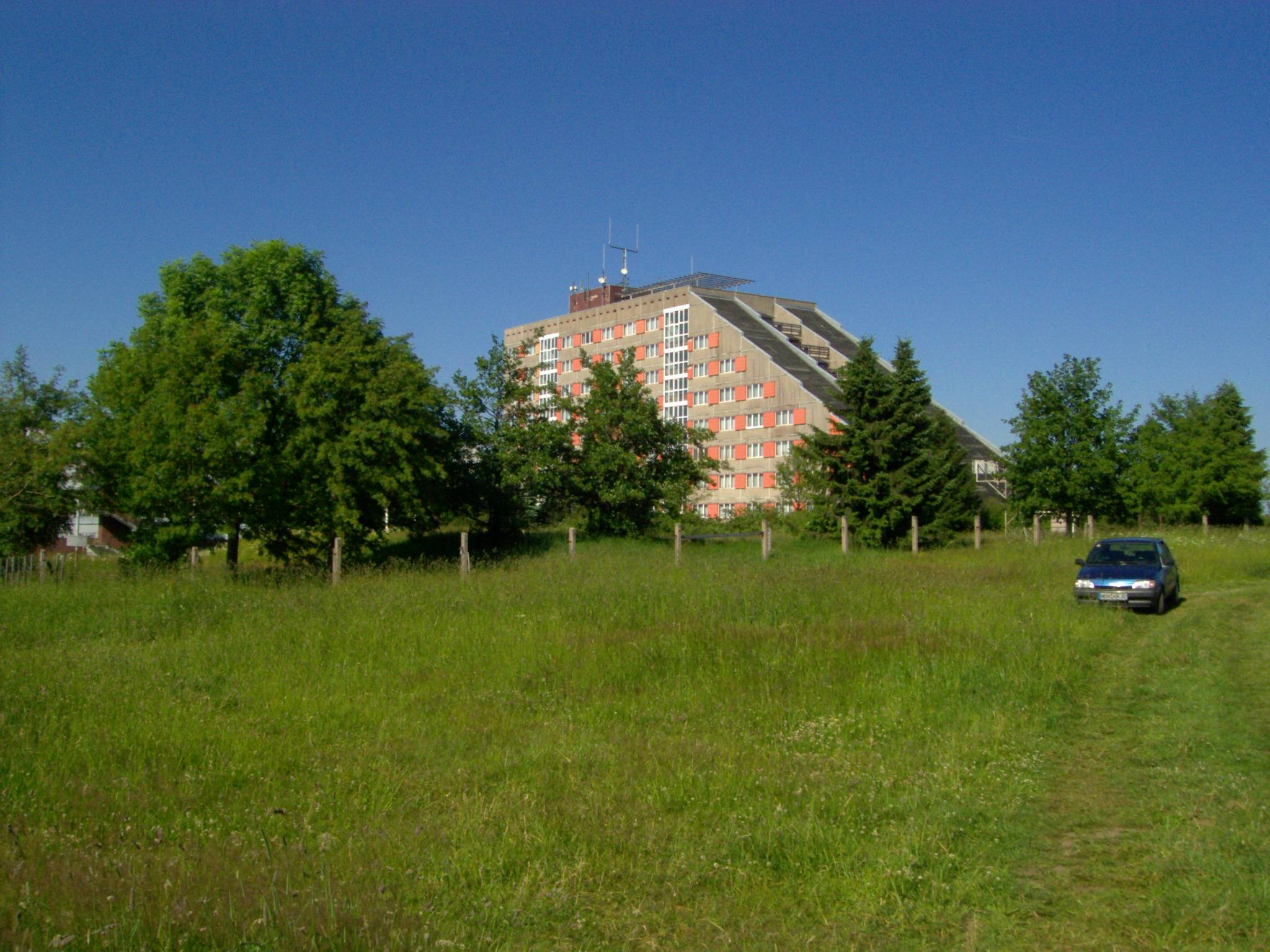
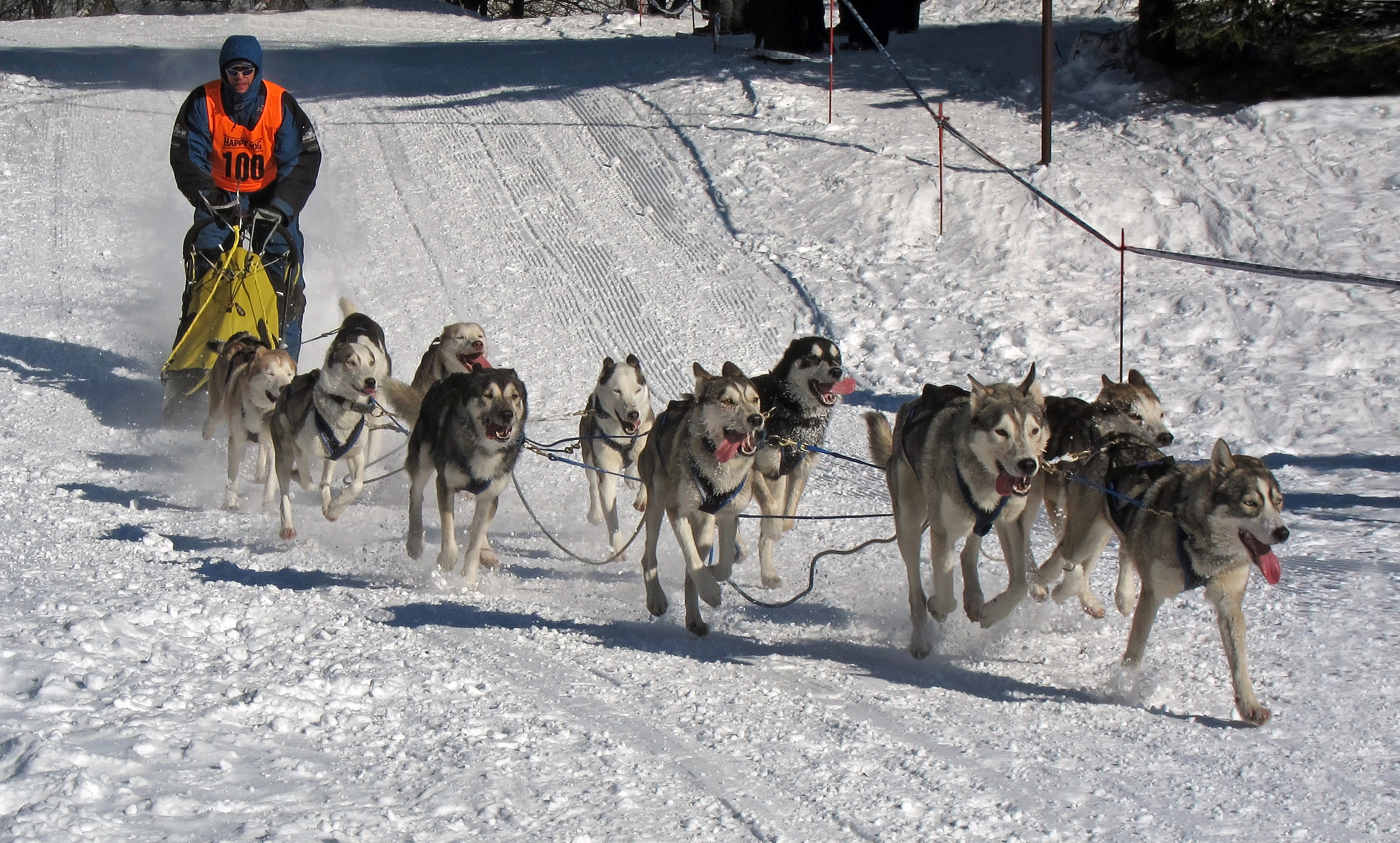